# 森寶利
51°31′02″N 0°06′30″W / 51.51722°N 0.10833°W
J·森寶利公共有限公司（J Sainsbury plc，常稱Sainsbury's），或译塞恩斯伯里、英伯瑞，是英國第二大連鎖超市公司，佔约16%的英國市場份額。其總部位於倫敦霍爾本的霍本圆环。該公司也經營財產及銀行業務。
1869年，森寶利由約翰·詹姆斯·森寶利和其妻子瑪麗·安·森寶利（Mary Ann Sainsbury）創立於英國倫敦，在維多利亞時代迅速擴張。1922年成為英國最大的食品雜貨店，是英國自助式購物的先驅。1980年代發展達到高峰。1995年市場領袖的地位被特易購取代，2003年和2019年老二的地位也两度被阿斯達超过。
2018年4月，森宝利和阿斯达商议进行合并，但2019年4月25日英国竞争与市场局认为此合并会导致市场垄断，因此阻止了合并交易。

## 歷史

### 維多利亞時代

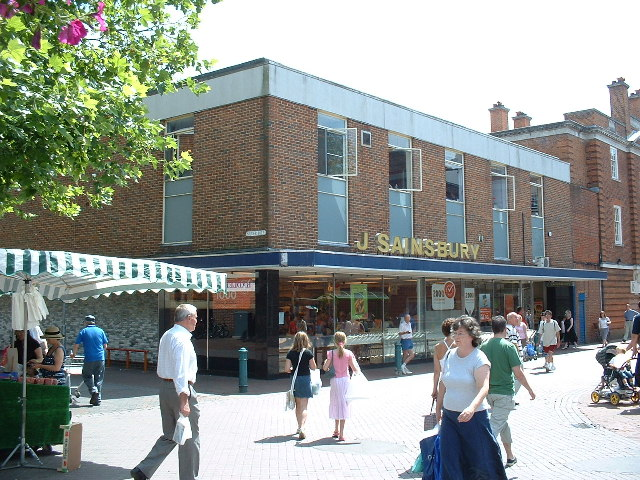
位於西敏寺的森寶利

1869年森寶利由約翰·詹姆斯·森寶利和·其妻子瑪麗·安娜·森寶利（Mary Ann Sainsbury）創立於英國倫敦霍爾本特魯里巷（Drury Lane）173號。最初只經營新鮮食品，後來業務拓展到帶包裝的商品，如茶、糖等。其商業哲學後來被刻在位於伊斯靈頓的第一家商店的標識上，即“Quality perfect, prices lower”（高質低價）。
森寶利採用了統一化的經營策略，1922年成為私人公司，名為“J. Sainsbury Limited”，當時已是英國最大的雜貨商。此時森寶利的商店內有留個分區，分別是乳製品、培根和火腿、家禽與野味、熟肉與生肉。直到1903年買下達爾斯頓的一家零售品牌后，森寶利才開始販售雜貨。
創始人約翰·詹姆斯·森寶利於1928年去世，此時森寶利旗下已有128家分店。森寶利的遺言則是“Keep the shops well lit”（不要讓商店的燈火熄滅）。他1915年開始就參與公司業務的長子約翰·本傑明·森寶利（John Benjamin Sainsbury）繼任。

### 至二戰結束

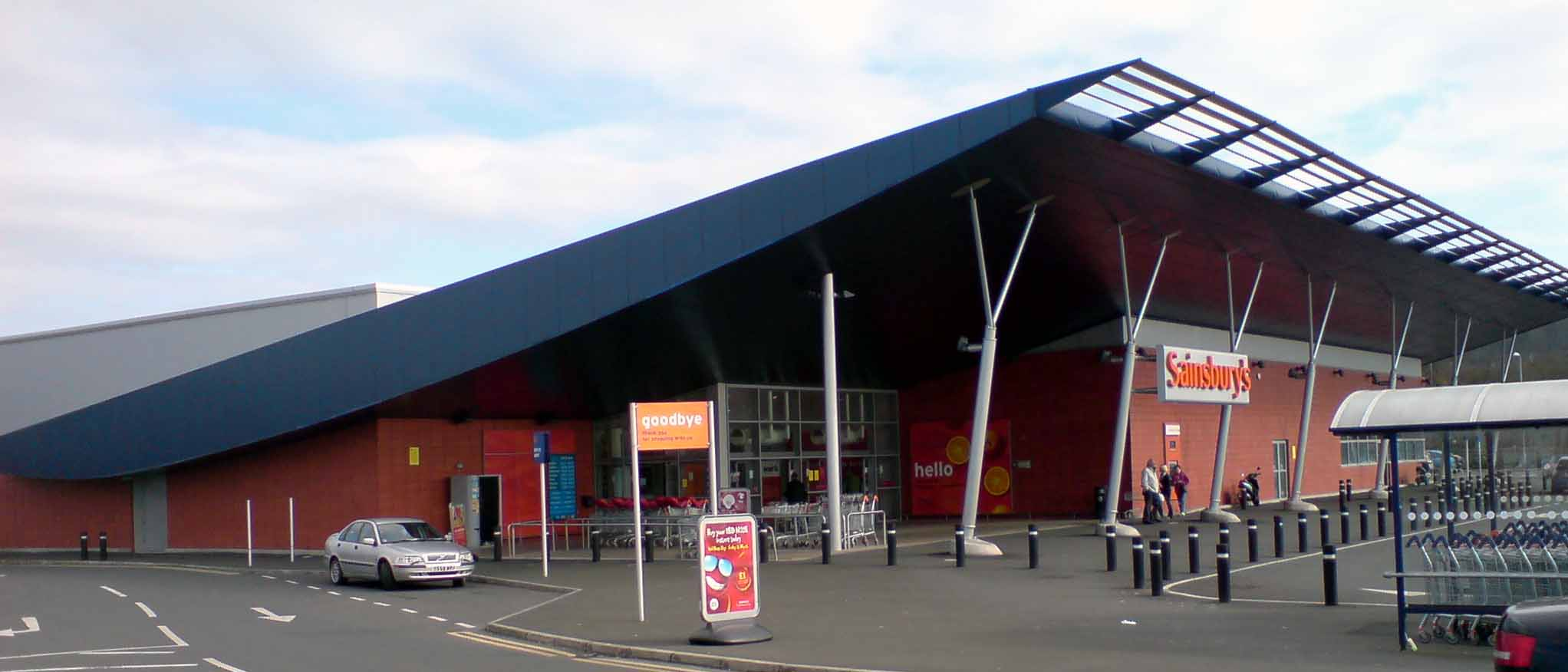
Holywood Exchange，該公司第八家位於北愛爾蘭的分店

1930至1940年代，森寶利由約翰·本傑明·森寶利接管，保持業內領導地位。1936年收購主要業務範圍在英格蘭中部的Thoroughgood。
因心臟問題，1938年約翰·本傑明·森寶利退居幕後，其子羅伯特·森寶利與其兄艾倫·森寶利繼任并合作經營。
二戰期間因大量男性員工被徵召入伍，員工主體變成女性。受戰爭影響，森寶利度過了一段困難時期。

### 自助式服務先驅

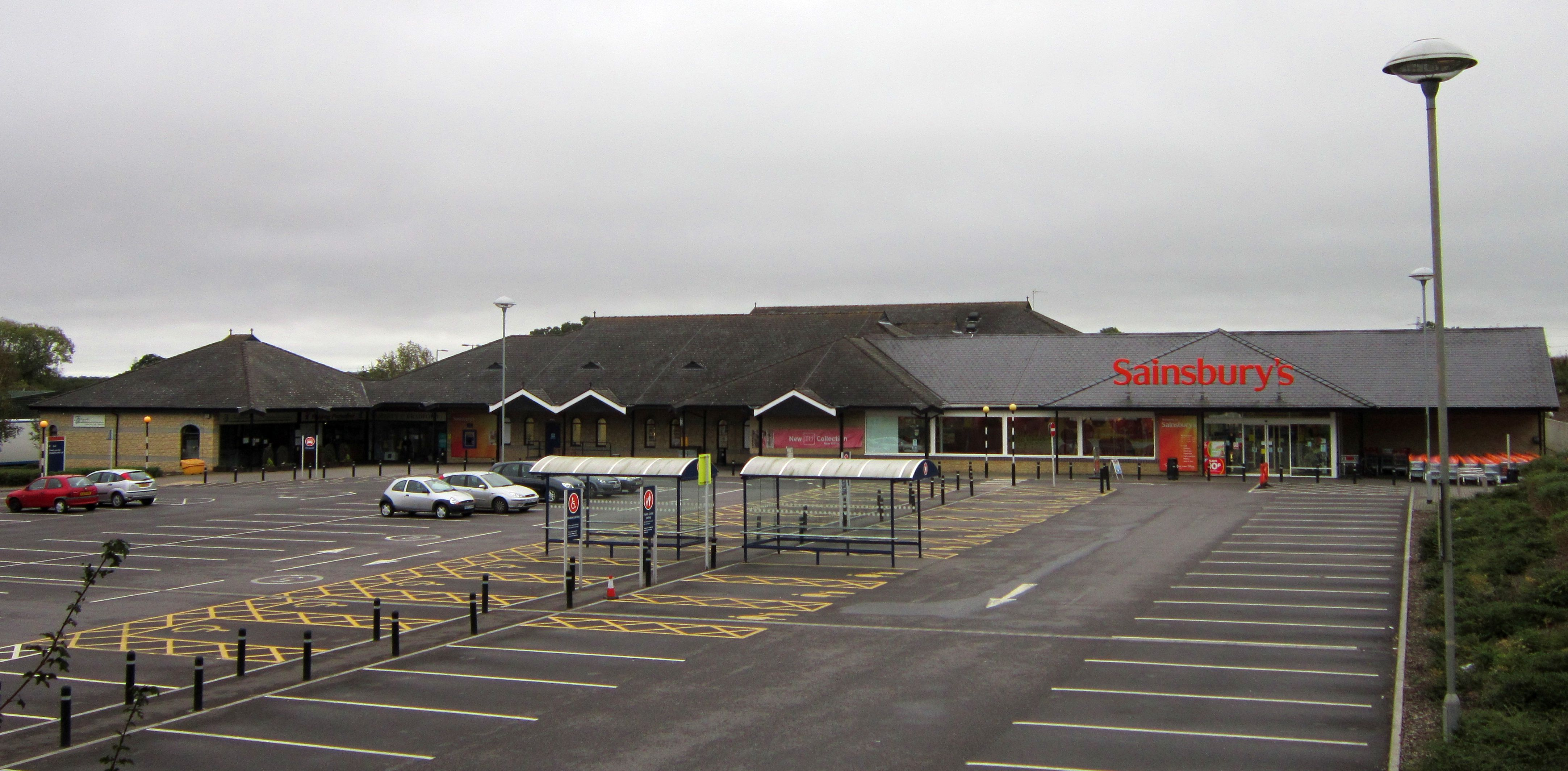
雅芳河畔布拉福的森寶利

1956年，本傑明·森寶利因心臟病逝世，艾倫·森寶利接任董事長。因為艾倫·森寶利的前瞻性眼光，1950和1960年代開始採用自助式服務，因此成為英國自助式服務超市的先驅。其第一架採用自助式服務的分支超市在1950年於克羅伊登區開業。
森寶利也是最早開發自有品牌貨物的超市之一，這樣的貨物雖然價格低廉，但是質量卻比得上國家馳名商標。其擴張相對Tesco來說要謹慎的多，並從沒有散發過優惠券。
直到1973年7月12日森寶利上市為止，公司一直完全由森寶利家族持有。上市時是倫敦證券交易所最大的首次公開募股，並有一百萬股單獨留與員工，而森寶利家族依舊持有85%的股份，并佔據公司要職。
在1970年代，森寶利超市的規格由平均10,000平方英尺（930平方）上升到了18,000平方英尺（1,700平方）。1974年第一家市外特大超市在劍橋的Coldhams Lane開張，面積達24,000平方英尺（2,200平方）。而其最後一家櫃面服務店在1982年於佩克漢姆關閉。
為了在大規模超級市場的競爭獲勝，森寶利聯合英國雜貨聯營店形成合資企業SavaCentre。第一家SavaCentre於1977年在泰恩威爾郡華盛頓開業。其一般的面積，約35,000平方英尺（3,300平方）都用來做織物、電器和五金銷售。隨著阿斯達和特斯科的競爭力日益加強，公司決定不再單獨設立大規模超級市場品牌，因此SavaCentre在1999年併回了森寶利。
1979年再次進行分散投資，與保加利亞零售商GB-Inno-BM合資在Homebase名下開展DIY商店。1995年Homebase的規模已達原先的三倍，并收購了競爭者Texas Homecare。森寶利也在2000年將Homebase里的連鎖店以9.69億英鎊的價格售出。
1983年11月，森寶利購入21%的美國雜食品集團Shaw's Supermarkets。1987年6月全部收購，其運營形式也改為與英國本土相同。
2016年5月19日森寶利收購英國最大玩具零售商愛顧(Argos)
2018年4月30日，森寶利以29.75億英鎊提议向沃爾瑪購入阿斯达，新公司將成為英國最大超市集團。2019年4月25日英国竞争与市场局认为此合并会导致市场垄断，因此阻止了合并交易。

## 組織
森寶利下屬公司包括：

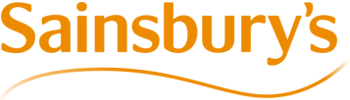
常用標誌

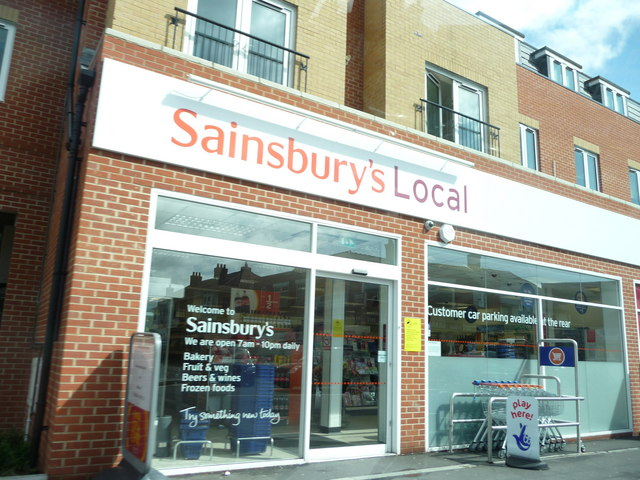
伯恩茅斯的一家Sainsbury's Local

- Sainsbury's Local：523家便利店
- Sainsbury's Supermarkets：森寶利總共擁有583家超市
  - Sainsbury's Petrol
- Sainsbury's Online：即sainsburys.co.uk，在線視食品、服裝和其他商品
- Sainsbury's Bank：森寶利運營的銀行
- Sainsbury's Pharmacies：藥房
- Sainsbury's Energy：與英國天然氣合作的公共事業提供商
- Mobile by Sainsbury's：與沃達豐合作的手機網絡

## 批評

### 在線招聘
2007年1月，森寶利成為最早採用“純網絡”招聘系統的英國主要僱主。當時估計這一舉措可以為公司每年省下400萬英鎊的管理開銷。然而當時只有約半數的英國成年人使用網絡。

### 外國員工待遇
2006年英國慈善機構War on Want批評森寶利提供給肯尼亞為其提供插花的員工的待遇不夠理想。

### 過期食物
森寶利曾多次被指控銷售過期食物，證據顯示該公司並沒有提供足夠的員工培訓以令他們充分了解食品安全政策。

## 外部連結
- Sainsbury's （页面存档备份，存于）
- Sainsburys Key Contacts （页面存档备份，存于）
- Sainsbury's Entertainment